# توماس دبليو. لوسون (كاتب)
توماس دبليو. لوسون (بالإنجليزية: Thomas W. Lawson)‏ (26 فبراير 1857 في الولايات المتحدة - 8 فبراير 1925، بوسطن في الولايات المتحدة)؛ شخصية أعمال وروائي أمريكي.

## روابط خارجية
- توماس دبليو. لوسون على موقع الموسوعة البريطانية (الإنجليزية)